# Butanoate d'éthyle
Le butanoate d'éthyle est l'ester de l'acide butanoïque et de l'éthanol, de formule semi-développée CH3CH2CH2C(O)OCH2CH3 utilisé comme arôme dans l'industrie alimentaire et la parfumerie. Il est présent dans les fruits et les boissons alcoolisées avec une odeur de fruit et plus particulièrement d'ananas.